# Nelson (zenekar)
A Nelson egy 2001-ben alakult magyar rock-együttes. Első stúdióalbumuk 2008-ban jelent meg Vágyak, álmok címmel. 2011-ben a Miénk a pálya című albumot készítették el. Következő lemezüket 2016-ban jelentették meg, Biztos 12 címmel.

## Története
A Nelson zenekar 2001-ben alakult a Pongó Ottó ("admirális")  által a kelet-magyarországi Tyukodon alapított NELSON R. C. együttes jogutódjaként.  Az ezt megelőző években a zenekar trió formációban játszott. Az új felállás: Szirota "Ciki" János (ének), Pongó Ottó (billentyűsök, zeneszerző, szövegíró), Bráder István (gitár), Bráder Benedek (dob), és Filep Aurél (basszusgitár). Elsőként Szirota "Ciki" énekessel majd később Bráder István gitárossal és Filep Aurél basszusgitárossal bővült ki a csapat.
Ők hárman előzőleg az Unicum Plus Band együttesben játszottak és több sikeres albumot készítettek el, melyen több ismert rockzenész is közreműködött (Földes László (Hobo), Somló Tamás, Takáts Tamás).
Repertoárjukat kezdetben a nyolcvanas évek népszerű külföldi és hazai rock slágerei alkották. A csapat énekese Szirota "Ciki" ösztönzésére később saját dalokat kezdtek írni, így elsősorban saját számaikat adják elő koncertjeiken. Zenéjük a dallamos, lendületes rockzenén alapul de több lírai hangvételű dal is gazdagítja szerzeményeik sorát. 
Az elmúlt évek alatt az ország majd minden térségének, számtalan településén felléptek. Gyakran koncerteznek Erdélyben és a Szlovák Felvidéki területeken. A kezdeti időszakban közös rendezvényeken mint előzenekar játszottak az EDDA, Bikini, P. Mobil, Beatrice, Republic, Hooligans, Tankcsapda, és a Boney M. együttesek koncertjein.
Terveik között szerepel újabb album elkészítése az előző évek sikeres felvételei után. Évek alatt meghívott vendégként szerepeltek több vidéki és országos televízióban.

### Jelenkor
2018 őszén, Bráder Benedek dobos az Akela zenekar csapatába igazolt át. Ennek ellenére átmenetileg 2019 március végéig kisegítőként, még ő töltötte be a dobos posztját. Ezt követően 2019 tavaszán Bráder István gitáros is távozott a csapatból és más formációkban folytatja tovább. A távozók helyét Péter Kristóf gitáros és Bírtalan Zsolt dobos tölti be. 2020 januárban ismételt dobos csere történt a zenekarban. Bírtalan Zsolt távozott és a helyére Gál Balázs dobos érkezett. 2022 májusban Péter Kristóf gitáros kilépett az együttesből és a Nemzeti Hang zenekarhoz  igazolt.

## Tagok
Jelenlegi tagok
- Szirota Ciki - Ének
- Pongó Ottó - Billentyűsök
- Filep Aurél - Basszusgitár
- Gál Balázs - Dob

Korábbi tagok
- Bráder Benedek - Dob
- Bráder István - Gitár
- Bírtalan Zsolt - Dob
- Péter Kristóf - Gitár

## Diszkográfia
- Vágyak, álmok (2008)
- Miénk a pálya (2011)
- Biztos 12 (2016)

### Videóklipek
| Év                                               | Videó                                                   | Készítették                                                    |
| ------------------------------------------------ | ------------------------------------------------------- | -------------------------------------------------------------- |
| 2010                                             | Nelson - Vágyak és álmok                                | - Mihalkó István                                               |
| 2013                                             | Nelson - Magyarok vagyunk                               | - Philipsz                                                     |
| 2013                                             | Nelson(Scorpions) - Kell a változás                     | - Philipsz                                                     |
| 2014                                             | Nelson - Kocsmadal                                      | - Unique Performance Studio - Operatőr/Vágó: Cservenyák Olivér |
| 2014                                             | Nelson(Leonard Cohen) - Hallelujah                      | - Muzsika Tv - Frédy Show                                      |
| 2018                                             | Nelson - Nyomom a gázt (Magas költségvetésű videó) 2018 | - Sound Studio - Felvétel & Master: Csányi Szabolcs            |
| 2018                                             |                                                         |                                                                |
| Nelson & Szirota Jennifer - Az Operaház Fantomja | - Sound Studio - Felvétel & Master: Csányi Szabolcs     |                                                                |